# باب الهوى (قرية)
باب الهوى قرية سورية ونقطة حدودية في شمال سوريا تتبع لمحافظة إدلب وتقع على الحدود السورية التركية، يقابلها من الجانب التركي «جيلفه غوزو».
تبعد باب الهوى حوالي 50 كم في الشمال الشرقي لمحافظة حلب وذلك على الطريق الرومانية الواصلة بين مدينتي حلب وأنطاكية.
توجد بالقرب من باب الهوى بعض الآثار مثل أعمدة كنيسة تعود للقرن الرابع الميلادي والقوس الحجري الذي يرجع تاريخه للقرن السادس الميلادي.
يعتبر مركز باب الهوى الحدودي بوابة سوريا الأولى باتجاه تركيا وأوروبا، ويسجل فيه أكبر عدد من القادمين والمغادرين ويشهد مركز باب الهوى الجمركي ازدحاماً شديداً بين لكثرة سيارات الشحن التي ترتاده وتعبر منه في الاتجاهين.
مركز باب الهوى مركز حدودي سوري متكامل به كافة الخدمات ومجهز بمركز إسعاف ومطعم وصالة خدمات للمسافرين وكذلك يقع داخل حرم الحدود مركز للسوق الحرة «رمق».